# 地久天长 (电影)
《地久天長》（英語：So Long, My Son）是一部2019年3月22日於中國上映的剧情片，由王小帥編劇並執導。入選第69屆柏林影展主競賽單元，並獲得最佳男演員和最佳女演員雙項大獎。第32屆金雞獎最佳編劇、最佳男主角和最佳女主角三項大獎。

## 劇情
影片講述劉耀軍和沈英明兩家人原本是親密無間的好朋友，80年代時同時結婚生子，後來幾十年，隨著家庭、親情、愛情的變故及社會變遷，兩家人經歷了沉沉浮浮、恩怨難清的人生經歷。

## 演员
| 演員     | 角色           | 備註 |
| -------- | -------------- | --- |
| 王景春   | 劉耀軍         | 男主角，王麗云的丈夫，刘星的父亲。原为包江钢铁厂车间工人，之后到南方开修配厂。                                                 |
| 詠梅     | 王麗云         | 女主角，劉耀軍的妻子，刘星的母亲。原为包江钢铁厂车间工人，之后到南方开修配厂。                                                 |
| 王源     | 劉星（青年）   | 劉耀軍和王麗云的儿子。与沈浩同年同月同日生。12岁时去世。后来夫妻二人从孤儿院又领养来一个孩子，依然称其为刘星，16岁时离家出走。 |
| 吴佳宸   | 劉星（少年）   | 劉耀軍和王麗云的儿子。与沈浩同年同月同日生。12岁时去世。后来夫妻二人从孤儿院又领养来一个孩子，依然称其为刘星，16岁时离家出走。 |
| 刘芮麟   | 劉星（成年）   | 劉耀軍和王麗云的儿子。与沈浩同年同月同日生。12岁时去世。后来夫妻二人从孤儿院又领养来一个孩子，依然称其为刘星，16岁时离家出走。 |
| 徐程     | 沈英明         | 李海燕的丈夫，沈浩的父亲。原为包江钢铁厂车间工人，早早下海经商并致富。与劉耀軍自青年时代起就交好。                             |
| 艾丽娅   | 李海燕         | 沈英明的妻子，沈浩的母亲。原为包江钢铁厂计生办副主任。                                                                         |
| 杜江     | 沈浩           | 沈英明和李海燕的儿子。与刘星同年同月同日生。成年后成为医生。                                                                   |
| 张新园   | 沈浩（少年）   | 沈英明和李海燕的儿子。与刘星同年同月同日生。成年后成为医生。                                                                   |
| 齊溪     | 沈茉莉         | 沈英明的妹妹。在包江钢铁厂学技术时，是劉耀軍的徒弟。后来考上大学，多年后留学美国并在当地结婚。                                 |
| 吴双     | 沈茉莉（青年） | 沈英明的妹妹。在包江钢铁厂学技术时，是劉耀軍的徒弟。后来考上大学，多年后留学美国并在当地结婚。                                 |
| 李菁菁   | 高美玉         | 原为包江钢铁厂女工，跟刘、沈两家都是好友。后去南方闯荡。                                                                       |
| 赵燕国彰 | 张新建         | 原为包江钢铁厂工人，跟刘、沈两家都是好友。在严打中入狱，出狱后去南方追随高美玉并结婚。                                         |
| 王亚军   | 刘耀军姐姐     | |
| 王子子   | 佟静           | 沈浩的妻子。 |
| 鮑振江   | 包江钢铁厂主席 | |

## 製作
除了撰寫《地久天長》的劇本，王小帥也確定要將其拍成家園三部曲：“我給自己定的方向是家園三部曲，可能花十年，也許還會更長。我們雖然有很多商業上的東西，但是中國真正有文化的東西還沒有。”據悉，《地久天長》的時間跨度將從八十年代延續到當下，仍將延續王小帥導演一貫堅持的先鋒式創作和人文關懷。這也是繼青紅、我11和闖入者之後，王小帥另一部將用十年完成的三部曲巨作。對此王小帥卻很謙虛：“家園三部曲已經醞釀很久，劇本從三年前開始醞釀，到去年啟動，再到今年閉關創作時，但願能給大家帶來不一樣的體驗。”
《地久天長》部分外景於福州取景，已拍攝完畢，後製在2018年底完成。

## 评价
1905电影网：“这不是一部要让观众哭的电影，导演本身就已经足够克制了，真正打动观众的，其实是那份中国人的情感共情。电影里涉及到的相关政策，只是个面子，导演并没有刻意要去控诉。相反，电影中的人物情感故事才是关键，它讲得是中国人自古以来，灵魂深处的隐忍情感。在大多事情上，永远在扮演老好人，认为不说就可以让事情过去。但事实上，最后大家永远欠彼此一个劝解。电影后期一直在用《友谊地久天长》这首歌曲作为背景基调，可是，到底怎么样的友谊能够地久天长呢？”

## 榮譽
| 頒獎典禮       | 獎項              | 結果 |
| -------------- | ----------------- | ---- |
| 第69屆柏林影展 | 金熊獎            | 提名 |
| 第69屆柏林影展 | 銀熊獎 最佳男演員 | 獲獎 |
| 第69屆柏林影展 | 銀熊獎 最佳女演員 | 獲獎 |
| 第32屆金雞獎   | 最佳故事片        | 提名 |
| 第32屆金雞獎   | 最佳導演          | 提名 |
| 第32屆金雞獎   | 最佳男主角        | 獲獎 |
| 第32屆金雞獎   | 最佳女主角        | 獲獎 |
| 第32屆金雞獎   | 最佳編劇          | 獲獎 |

## 外部連結
- 电影地久天长的新浪微博
- 互联网电影数据库（IMDb）上《地久天长》的资料（英文）
- 豆瓣电影上《地久天长 (2019)》的資料 （简体中文）